# Estación de Garraf
Garraf es un apeadero ferroviario situada en la localidad de Garraf en el municipio español de Sitges en la provincia de Barcelona, comunidad autónoma de Cataluña. Forma parte  de la línea R2 Sur de Cercanías Barcelona.

## Situación ferroviaria
La estación se encuentra en el punto kilométrico 651,7 de la línea férrea de ancho ibérico que une Madrid con Barcelona a 20 metros de altitud. El tramo es de vía doble y está electrificado. 

## Historia
La estación fue inaugurada el 29 de diciembre de 1881 con la apertura del tramo Barcelona - Villanueva y Geltrú de la línea férrea que buscaba unir Barcelona con Picamoixons-Valls. Para ello se constituyó, como era práctica habitual una compañía a tal efecto que respondía al nombre de Compañía del Ferrocarril de Valls a Vilanova y Barcelona. En 1881, la titular de la concesión cambió su nombre a compañía de los Ferrocarriles Directos de Madrid y Zaragoza a Barcelona persiguiendo con ello retos mayores que finalmente no logró alcanzar ya que acabó absorbida por la Compañía de los ferrocarriles de Tarragona a Barcelona y Francia o TBF en 1886. Esta a su vez acabó en manos de la gran rival de Norte, MZA, en 1898. MZA mantuvo la gestión de la estación hasta que en 1941 se produjo la nacionalización del ferrocarril en España y todas las compañías existentes pasaron a integrarse en la recién creada RENFE.  
Desde el 31 de diciembre de 2004 Renfe Operadora explota la línea mientras que Adif es la titular de las instalaciones ferroviarias.

## La estación
El edificio para viajeros es una estructura de diseño clásico y disposición lateral a las vías de dos pisos de altura ornado con un frontón decorado con las siglas de MZA. Está cerrado al público de tal forma que la estación, en la práctica funciona como un apeadero. Dispone de dos vías principales (vías 1 y 2) y de tres vías derivadas (vías 3, 4 y 6). Menos la vía 4 todas las vías tienen acceso a andén. El cambio de uno a otro se realiza gracias a un paso subterráneo. Las instalaciones se completan con una subestación eléctrica y un aparcamiento exterior.

## Servicios ferroviarios

### Cercanías
Los trenes de cercanías de la línea R2 sur de Cercanías Barcelona operada por Renfe son los únicos en detenerse en la estación, y no todos, ya que algunas relaciones van directamente a Sitges o a Castelldefels.
| << cabecera                    | < estación | línea | estación >          | cabecera >>                   |
| ------------------------------ | ---------- | ----- | ------------------- | ----------------------------- |
| Rodalies de Catalunya de Renfe |            |       |                     |                               |
| Villanueva y Geltrú            | Sitges     |       | Castelldefels Playa | Barcelona-Estación de Francia |